# Alejandro Bofill Mas
Alejandro Bofill Mas (19 maart 1960) is een Spaanse schaker met FIDE-rating 2323 in 2019. Hij is sinds 2003 een FIDE internationaal meester (IM). 
Van 6 t/m 13 augustus 2005 speelde hij mee in het Hogeschool Zeeland schaaktoernooi te Vlissingen en eindigde daar na de tie-break op de zesde plaats met 7 punt uit negen ronden. Het toernooi werd met 7.5 punt gewonnen door Friso Nijboer. 
In oktober 2011 eindigde Alejandro Bofill Mas als 16e, in een veld van 104 deelnemers, bij het International Open Chess Masters toernooi in Bilbao.